# James Model 19 4 HP
Het James Model 19 4 HP was een model motorfiets dat het Britse merk James van 1925 tot 1928 produceerde.

## Voorgeschiedenis
In de eerste helft van de jaren twintig leverde James een groot scala aan zware motorfietsen, de 500cc-3½ HP-sportmodellen, de 600cc-4½ HP-toermodellen annex zijspantrekkers en het 750cc-Model 10, dat ook als zijspantrekker bedoeld was. De laatste 600cc-eencilinder was echter in 1924 uit productie gegaan, waardoor men alleen nog dure V-twins in het programma had en toeristisch ingestelde rijders alleen nog konden kiezen voor het zeer dure (85 pond) Model 10, dat met zijspan 108 pond kostte.

## Model 19 4 HP
Dat was misschien de reden dat in 1925 het Model 19 verscheen. Dat was een veel eenvoudiger geconstrueerde eencilinderzijklepper die 550 cc mat, voor 63 pond van de hand ging en als complete zijspancombinatie slechts 80 pond kostte.
De machine was uitgerust met trommelremmen, voor- en achterwielstandaard, een bagagedrager met twee gereedschapstasjes, een aluminium uitlaatdemper, een transmissiedemper in het koppelingstandwiel, lichte en open kettingbeschermers, een James-drieversnellingsbak, een hoogspanningsmagneet voor de ontsteking, een Amac-carburateur en een Terry-zweefzadel. Klanten konden ook kiezen voor een Mills-carburateur en ook voor de juiste gearing voor solo- of zijspangebruik. Het meegeleverde zijspan kwam waarschijnlijk van Mead & Deakin, dat net als James was gevestigd in Birmingham.
De productie eindigde in 1928, toen James stopte met de bouw van zware eencilinders en eigenlijk ook met toermodellen.